# Lachowicze
Lachowicze (biał. Ляхавічы/Lachavičy, ros. Ляховичи) – miasto na Białorusi, w obwodzie brzeskim, siedziba rejonu. Położone nad rzeką Wiedźmą, przy drodze R4, 225 km od Brześcia. Liczy 10 605 mieszkańców (2024). Stacja kolejowa na linii Baranowicze – Łuniniec.

## Historia
Nazwa miejscowości wzięła się zapewne od Lachów – staroruskiego egzonimu Polaków. Pierwsze wzmianki o osadzie pochodzą z XV w. jako osiedlu wojskowym. W Wielkim Księstwie Litewskim znajdowała się w powiecie nowogródzkim, początkowo w województwie trockim, zaś od 1507 r. nowogródzkim. W XVI w. wieś weszła w posiadanie rodu Gasztołdów, należąc następnie do wdowy po ostatnim z nich, Barbary Radziwiłłówny (1542–1551); z kolei po jej śmierci została włączona do dóbr hospodarskich. 10 kwietnia 1572 wielki książę Zygmunt August odstąpił miejscowość z dobrami Janowi Hieronimowiczowi Chodkiewiczowi w zamian za Puszczę Świsłocką. W 1595 r. podczas powstania Nalewajki miasto bezskutecznie oblegali kozacy. W latach 1607–1612 z polecenia Jana Karola Chodkiewicza zostało znacznie rozbudowane i ufortyfikowane, stając się największą twierdzą ówczesnej Rzeczypospolitej Obojga Narodów. 10 kwietnia 1635 w Lachowiczach zmarł marszałek wielki litewski Jan Stanisław Sapieha. Podczas wojny z Rosją w 1655 r. przeniesiono tu obraz Matki Boskiej z Białynicz.
W 1660 r. twierdza dowodzona przez generała artylerii litewskiej Mikołaja Judyckiego wytrzymała cztery ataki Rosjan podczas trzymiesięcznego oblężenia, co współcześni przypisywali interwencji Maryi i z tego powodu została nazwana „litewską Jasną Górą”. Forteca ta jako jedna z trzech na Litwie (obok Słucka i Nieświeża) pozostała niezdobyta aż do końca wojny. W czasie III wojny północnej w 1706 r. twierdzę zdobyli Szwedzi, a w 1709 r. odbił ją hetman polny litewski Grzegorz Antoni Ogiński. Po II rozbiorze Rzeczypospolitej w 1793 r. Lachowicze znalazły się pod panowaniem Cesarstwa Rosyjskiego (zabór rosyjski). W 1919 r. miasto weszło w skład odrodzonej Polski. W 1920 r. zostało przejściowo zajęte przez bolszewików. Ostateczną przynależność Lachowicz do Polski potwierdził traktat ryski z 1921 r., kończący wojnę polsko-radziecką. W 1921 r. mieszkało tu 2819 osób, w tym 1411 Żydów, 1356 Polaków, 42 Białorusinów i 10 osób innej narodowości. 1656 mieszkańców było wyznania mojżeszowego, 1035 rzymskokatolickiego, 101 prawosławnego, a 27 innego. Podczas okupacji hitlerowskiej, w październiku 1941 r. Niemcy utworzyli getto dla żydowskich mieszkańców, w którym przebywało około 3500 osób. 25 czerwca 1942 Niemcy zlikwidowali getto, a Żydów zamordowali. 

## Zabytki
Obiekty zachowane:
- kościół św. Józefa – zbudowany w 1907–1910 w stylu neogotyckim. Przebudowany w 40.–50. XX w. utracił wieżę, sygnaturki i charakterystyczne, stylowe lizeny. Zaadaptowany na ambulatorium. Odbudowywany od 2008 r. z przeznaczeniem na wypełnienie pierwotnej funkcji
- ruiny kaplicy grobowej Dominika Reytana – zbudowana w XIX w. w stylu klasycyzmu warszawskiego. Zniszczona, nieudolnie rozbierana, zabezpieczona na pocz. XXI w.
- zamek – wybudowany w 1607–1612 na polecenie Jana Karola Chodkiewicza, następnie rozbudowany o fortyfikacje miejskie. Był największą twierdzą w XVII-wiecznej Rzeczypospolitej Obojga Narodów, mając mury o długości 1 km. Obecnie nie istnieje.

Obiekty zniszczone, znane ze źródeł:
- kościół Podwyższenia Krzyża Świętego – ufundowany przez Jana Karola Chodkiewicza w 1602 r. Po pożarze w XVIII w. odbudowany w stylu klasycystycznym ze środków Michała Józefa Massalskiego. W 1780 r. umieszczono w jego wnętrzu epitafium dla Tadeusza Reytana. W 1864 r. przebudowany w stylu noworosyjskim i zmieniony w cerkiew prawosławną. W 1945 r. zamknięty, zburzony w latach 60. XX w.
- synagoga

## Osobistości

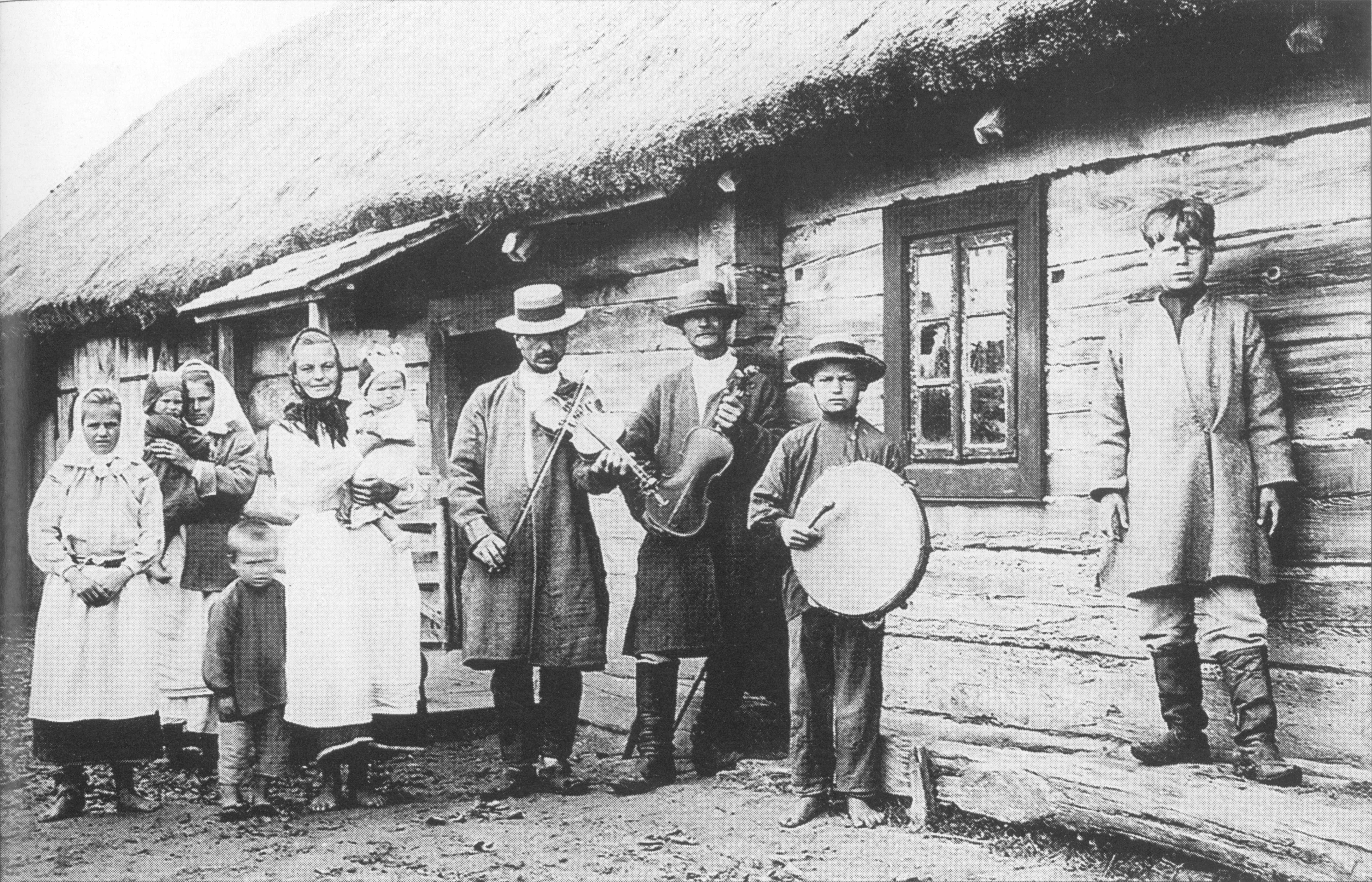
Lachowiccy muzycy, 1913 r.

- Piotr Morzkowski – działacz reformacyjny, duchowny braci polskich, w 1619 r. nauczał katechizmu w zborze w Lachowiczach, w 1625 r. został ordynowany duchownym tego zboru
- Franciszek Ksawery Niesiołowski – polski generał powstania kościuszkowskiego, generał brygady armii Księstwa Warszawskiego, generał brygady Królestwa Polskiego, generał brygady powstania listopadowego, senator-kasztelan Królestwa Polskiego, urodzony w Lachowiczach
- Sergiusz Piasecki – polski pisarz, publicysta polityczny, oficer wywiadu, żołnierz Armii Krajowej, urodzony w Lachowiczach
- Jan Stanisław Sapieha – litewski dyplomata i urzędnik ziemski, marszałek wielki litewski, zmarł w Lachowiczach
- Jakub Szynkiewicz – wielki mufti polskich muzułmanów.

## Miasta partnerskie
- Ryki